# Zana Muhsen
Zana Muhsen, född 1965, är en brittisk författare. 1980 fördes hon och hennes syster Nadia, (född 1966) bort från sitt hem i Birmingham, av sin far Muthanna Muhsen. Han hade förespeglat flickorna att de skulle åka till hans hemland Jemen på semester, men det visade sig att syftet var att flickorna skulle giftas bort. Mycket snart efter sin ankomst till byn Mokhbana giftes de bort med söner till sin fars vänner och fick så småningom barn.

## Karriär
Flickornas mor sökte hjälp hos brittiska utrikesdepartementet som emellertid förklarade att man inte kunde göra något eftersom flickorna enligt jemenitisk lag var gifta med jemenitiska män i Jemen och de kunde inte åka någonstans utan sina respektive mäns tillåtelse.
1987 besökte en journalist från tidningen The Observer byn och skrev ett reportage om flickorna. Deras situation utmålades som katastrofal och att de levde som slavar i en grym och patriarkalisk kultur. Detta ledde till folkstorm i Storbritannien och Jemens regering såg sig själva som förödmjukade av den internationella opinionen. I april 1988 fick de tillstånd att återvända till Storbritannien, men de fick inte ta med sig sina barn. Zana Muhsen lämnade landet och sitt barn medan hennes syster valde att stanna. Så småningom flyttade Nadia Mushen med familjen till staden Taiz.
När Zana Muhsen kommit hem till Storbritannien skrev hon 1994 en bok om sina upplevelser, Såld, tillsammans med författaren Andrew Crofts. Boken blev en succé och följdes 2000 av ytterligare bok, även den skriven tillsammans med Crofts. Även flickornas mor, Miriam Ali, skrev en bok om händelsen. Zana Muhsen arbetar idag inom äldrevården och är därtill simlärare.
Systrarna har haft kortvarig kontakt med varandra under åren, men Nadia Muhsen och hennes familj har tagit avstånd från systerns och moderns skildringar. Familjen i Storbritannien hävdar att Nadia Muhsen har blivit mer eller mindre hjärntvättad. Media fortsätter att ägna fallet uppmärksamhet.